# Кашерша
Кашерша (овр. Гладкий Луг) — река в России, протекает по Верхнеуслонскому району Татарстана. Устье реки находится в 25,2 км от устья реки Сулицы по правому берегу. Длина реки — 10 км, площадь водосборного бассейна — 52,9 км².
Исток реки восточнее деревни Новое Русское-Маматкозино в 9 км к юго-востоку от села Русское Макулово. Река течёт на запад, протекает деревни Новое Русское-Маматкозино, Старое Русское-Маматкозино, Татарское-Мамакозино. Впадает в Сулицу выше села Русское Макулово.

## Данные водного реестра
По данным государственного водного реестра России относится к Верхневолжскому бассейновому округу, водохозяйственный участок реки — Волга от Чебоксарского гидроузла до города Казань, без рек Свияга и Цивиль, речной подбассейн реки — Волга от впадения Оки до Куйбышевского водохранилища (без бассейна Суры). Речной бассейн реки — (Верхняя) Волга до Куйбышевского водохранилища (без бассейна Оки).
Код объекта в государственном водном реестре — 08010400712112100003139.